# 융희 (순친왕)
순정친왕(純靖親王, 1660년 5월 30일 ~ 1679년 8월 20일)은 중국 청나라 제3대 황제 순치제(順治帝)의 서자이고 청나라 제4대 황제 강희제(康熙帝)의 이복 동생이다. 본명은 아이신줴뤄 룽시(愛新覺羅 隆禧, 애신각라 융희)이다.

## 생애
생후 9개월 때 부황 순치제의 상(喪)을 치렀고 1674년 친왕 작위에 책봉되었으며 이후 결혼하였으나 19세의 젊은 나이로 훙서하였고 슬하에 유복자(1남)가 하나 있다.